# 사이라 나라
사이라 타티아나 나라(스페인어: Zaira Tatiana Nara, 1988년 8월 15일 - )는 아르헨티나의 모델, 텔레비전 사회자이다. 완다 나라의 여동생이다. 따라서 아르헨티나의 축구 선수인 마우로 이카르디의 처제가 된다. 2010년 FHM에 의해 2010년 세계에서 가장 섹시한 여성 47위에 올랐다.
나라는 허벌에센스, 맥도날드, 라세레니시마, 질레트, 팬틴 등의 브랜드 모델로 활동하였으며, 코스모폴리탄과 우먼 헬스의 표지 모델로도 출현하였다.